# Callionymus marleyi
Callionymus marleyi es una especie de peces de la familia Callionymidae en el orden de los Perciformes.

## Distribución geográfica
Se encuentra desde el sur del Mar Rojo hasta el Cabo de Buena Esperanza, el Golfo Pérsico y el suroeste de la India.